# Anopheles halophylus
Anopheles halophylus är en tvåvingeart som beskrevs av Silva do Nascimento och Lourenço-de-oliveira 2002. Anopheles halophylus ingår i släktet Anopheles och familjen stickmyggor. Inga underarter finns listade i Catalogue of Life.